# CVR(T)

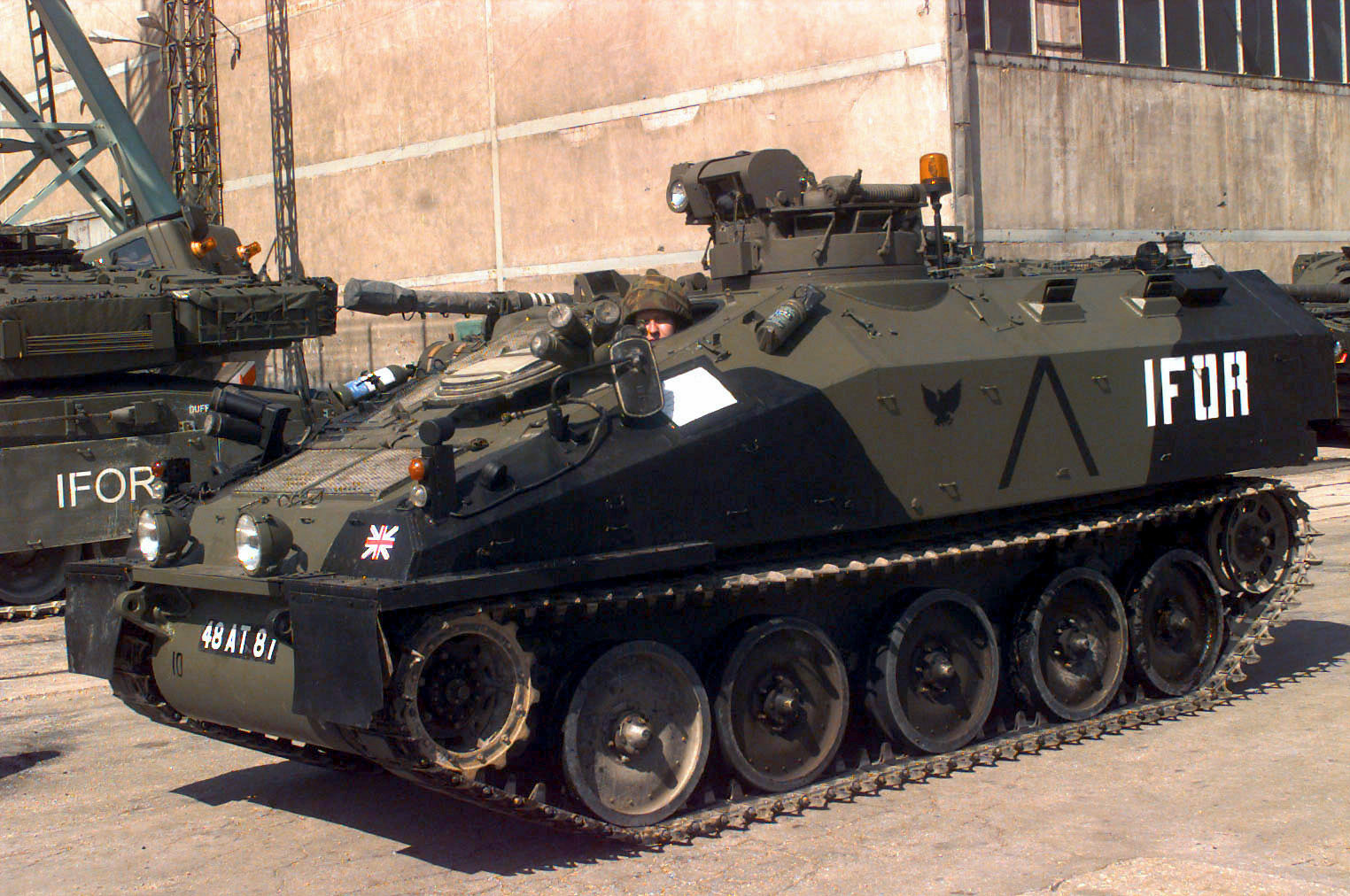
Transporter opancerzony FV103 Spartan

Combat Vehicle Reconnaissance (Tracked) lub CVR(T) – rodzina brytyjskich lekkich wozów bojowych opracowana na potrzeby armii brytyjskiej na przełomie lat 60. i 70. XX wieku przez przedsiębiorstwo Alvis.
Do CVR(T) należą lekkie czołgi rozpoznawcze, transportery opancerzone oraz wozy zabezpieczenia technicznego. Wszystkie pojazdy wyposażone są w ten sam silnik (pierwotnie Jaguar 4,2 l, po modernizacji na przełomie lat 80./90. XX wieku – Cummins BTA 5,9 l) oraz zawieszenie, a różnią się jedynie zabudową nadwozia, zależną od przeznaczenia pojazdu. Wyprodukowano ponad 3000 sztuk tych pojazdów.

## Wersje
- FV101 Scorpion – czołg lekki, uzbrojony w armatę kalibru 76 mm
- FV102 Striker – rakietowy niszczyciel czołgów
- FV103 Spartan – transporter opancerzony
- FV104 Samaritan – ambulans
- FV105 Sultan – wóz dowodzenia
- FV106 Samson – wóz zabezpieczenia technicznego
- FV107 Scimitar – czołg lekki, uzbrojony w armatę kalibru 30 mm

## Użytkownicy
- Wielka Brytania – w czynnej służbie – 187 pojazdów Scimitar, 219 Spartan, 76 Sultan, 30 Samson, 33 Samaritan (2020 r.)[2]
- Belgia – wycofane
- Botswana
- Brunei
- Chile
- Filipiny
- Hiszpania
- Honduras
- Indonezja
- Iran
- Irlandia
- Jordania
- Łotwa
- Malezja
- Nigeria
- Nowa Zelandia
- Oman
- Tajlandia
- Tanzania
- Togo
- Zjednoczone Emiraty Arabskie